# Ковачевец
Ковачевец (болг. Ковачевец) — село в Болгарии. Находится в Тырговиштской области, входит в общину Попово. Население составляет 630 человек (2022).

## Политическая ситуация
В местном кметстве Ковачевец, в состав которого входит Ковачевец, должность кмета (старосты) исполняет Николай Димитров Николаев (коалиция в составе 2 партий: Гражданский союз за новую Болгарию (ГСНБ), ЗАЕДНО,ФАГО) по результатам выборов правления кметства.
Кмет (мэр) общины Попово — Д-Р Людмил Веселинов (коалиция в составе 2 партий: Федерация Активного Гражданского Общества(ФАГО), Гражданский союз за новую Болгарию (ГСНБ)) по результатам выборов в правление общины.